# Steve Preeg
Steve Preeg é um especialista em efeitos visuais estadunidense. Venceu o Oscar de melhores efeitos visuais na edição de 2009 por The Curious Case of Benjamin Button, ao lado de Eric Barba, Craig Barron e Burt Dalton.